# Johan Herman Schützercrantz
Johan Herman Schützercrantz (4 de febrero de 1762 - 21 de marzo de 1821) fue un oficial naval sueco. En su juventud, sirvió con los franceses en la Guerra de Independencia de los Estados Unidos. Participó con distinción en la Batalla de la Bahía de Chesapeake, y posteriormente fue hecho prisionero por los británicos en aguas de las Indias Occidentales. Tras su regreso a Suecia, siguió una exitosa carrera en la Armada de Suecia y participó en la guerra ruso-sueca de 1788-1790; fue condecorado por haber participado en la batalla de Svensksund. Fue ascendido a contraalmirante en 1814. Su hijo, Adolf Ulrik Schützercrantz, fue oficial del ejército sueco y artista.

## Ascendencia familiar
Johan Herman Schützercrantz era hijo de Herman Schützercrantz, destacado cirujano y miembro de la Real Academia de las Ciencias de Suecia. Su hijo, Adolf Ulrik Schützercrantz, fue oficial del ejército sueco (Segundo Regimiento de Salvavidas) y artista. Johan Herman Schützercrantz era miembro de la nobleza sueca (friherre); La familia llegó a Suecia desde Gdansk a finales del siglo XVII. Su hermana, Adolfina Lovisa, estaba casada con el obispo y estadista Olof Wallquist. Johan Herman Schützercrantz se casó con Lovisa Margareta Lilliestråle en 1794. Era masón.

## Biografía

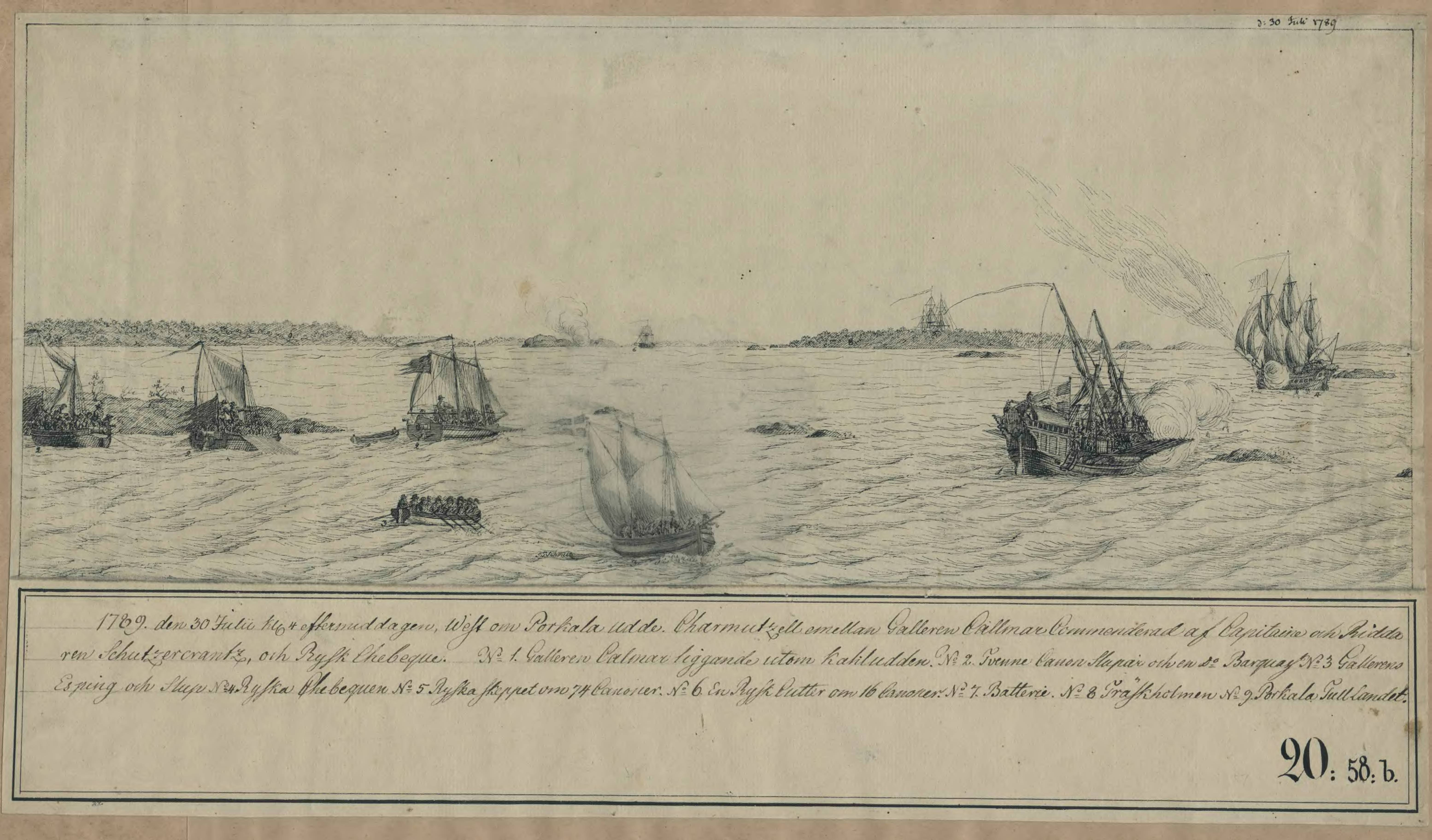
Representación de una escaramuza entre la galera sueca Kalmar, comandada por Schützercrantz, y un jabeque ruso, durante la guerra ruso-sueca de 1788-1790.

Schützercrantz nació en Estocolmo y ya en 1768 se enroló formalmente en la marina como suboficial. En 1774 se convirtió en cadete en Karlskrona y en 1777 se le concedió el rango de fänrik. En 1780 recibió permiso para salir al extranjero y servir en la Marina Nacional francesa, para participar en la Guerra de Independencia de los Estados Unidos. En el servicio francés sirvió a bordo del Saint-Esprit, y participó a bordo de ese barco en la Batalla de la Bahía de Chesapeake. Fue ascendido a teniente de navío el día de la batalla. Fue elogiado por sus acciones durante la batalla, mencionadas por el almirante François Joseph Paul de Grasse como dignas del favor real, junto con otro compañero voluntario sueco. Más tarde, durante la guerra, sirvió a bordo del Solitaire y fue hecho prisionero por los británicos tras la captura del barco en aguas de las Indias Occidentales.

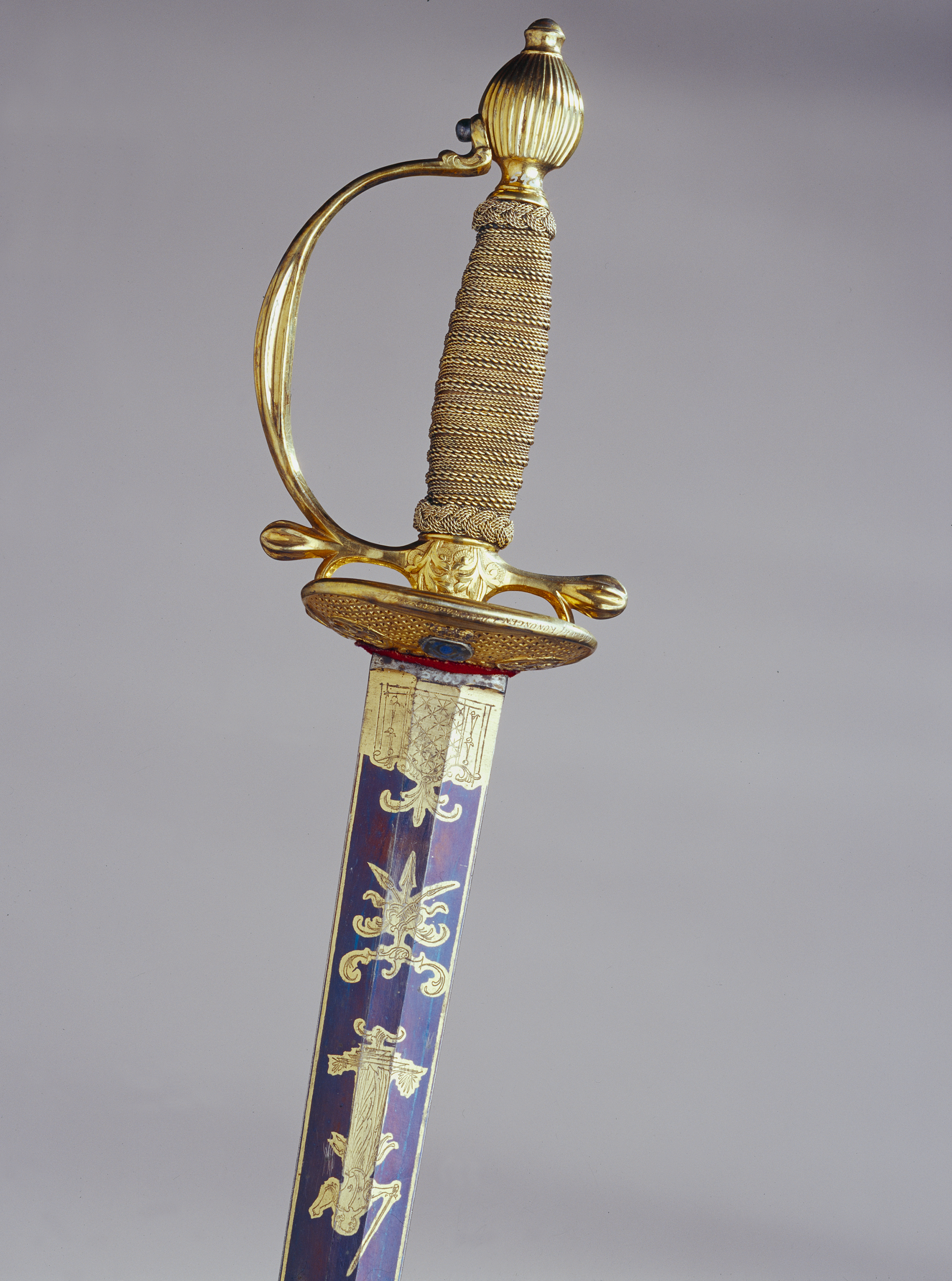
Espadín honoraria otorgada a Schützercrantz por su valentía durante la guerra ruso-sueca de 1788-1790.

Después de la guerra, regresó a Suecia y fue ascendido a teniente de la Armada de Suecia en 1783 y a capitán en 1789. Participó en la guerra ruso-sueca de 1788-1790 y comandó el hemmema Starkodder durante la batalla de Svensksund. Tras la batalla victoriosa, fue ascendido al rango de mayor en reconocimiento por sus acciones, junto con varios otros oficiales. Después de la guerra continuó ascendiendo en las filas y finalmente fue ascendido al rango de contralmirante en 1814.

## Decoraciones
Johan Herman Schützercrantz recibió una condecoración francesa por su servicio durante la Guerra de Independencia de los Estados Unidos. En Suecia, recibió la Orden de la Espada en 1783 y la Orden de Carlos XIII en 1819. También recibió una medalla por su participación en la batalla de Svensksund y un espadín honorario por su valentía durante la guerra ruso-sueca.